# Франкити (Изернија)
Франкити је насеље у Италији у округу Изернија, региону Молизе.
Према процени из 2011. у насељу је живело 27 становника. Насеље се налази на надморској висини од 479 м.